# Wal-Berg
Wal-Berg född Waldimir Rosenberg 13 oktober 1910 i Konstantinopel Turkiet död 1994 i Paris Frankrike, fransk kompositör.